# Sigifredo van Canossa
Sigifredo van Canossa was een Italiaans edelman afkomstig uit Lucca die gezien wordt als de stichter van het huis Canossa. Over zijn leven is weinig bekend. Hij was afkomstig uit Lucca, maar was geen belangrijk lid van de aristocratie. Tussen 920 en 930 is hij weggetrokken uit Lucca en kreeg hij van Hugo van Arles landerijen in leen in de buurt van Parma om de Toscaanse invloed in de Emiliaanse Apennijnen te vergroten.
Hij had drie zonen, waarvan er zich twee in Parma vestigden. Zijn jongste zoon, Adalbert-Atto, zou als huurling van bisschop Alardus het kasteel van Canossa in leen krijgen, waarmee het stamkasteel in handen van de familie Canossa kwam.